# Schloss Ehner-Fahrnau

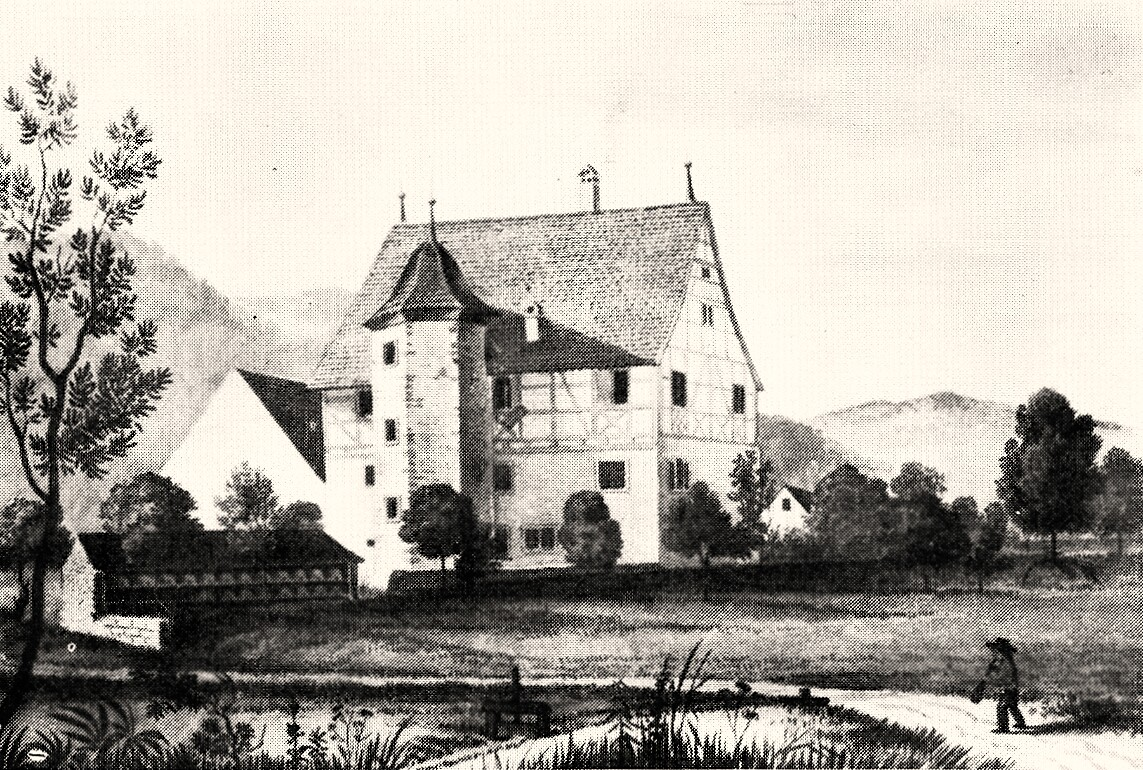
Schloss Ehner-Fahrnau vor den Roggenbach’schen Umbauten

Schloss Ehner-Fahrnau (auch Ehnerfahrnau, früheste Form enre Varnow; Fahrnauer Hof) ist ein ehemaliges Hofgut mit einem kleinen Schloss in Schopfheim im Landkreis Lörrach.

## Geschichte

### Das Hofgut
Das Gebiet von Ehner-Fahrnau (=jenseitiges Fahrnau) gehörte wohl von Alters her zur Gemarkung Schopfheim – nachweislich seit 1394. Im 11. Jahrhundert wurde hier der Marienhof als ein Meierhof der Herrschaft Fahrnau errichtet. Von dem namentlich nicht bekannten Adelsgeschlecht, der seinerzeit diese Herrschaft gehörte, gelangte der Meierhof an das Kloster St. Blasien. Das Kloster ist noch 1185 als Eigentümer nachweisbar. Danach gelangten der Meierhof und die mit ihm verbundenen Rechte bezüglich der Pfarrei Fahrnau über die Herren von Rotenberg an die Herren von Rötteln. Die Markgrafen von Hachberg-Sausenberg und Baden-Durlach beerbten die Röttler. Nach der Reformation von 1556 wurden die Pfarreien von Schopfheim und Fahrnau vereinigt und der Meierhof führte seine Erträge zur Finanzierung der Pfarrei nach Schopfheim ab.
Johann B. Pauli, der ehemalige Obervogt von Schopfheim, wurde 1655 Oberamtmann der Herrschaft Rötteln. Markgraf Friedrich VI. verkaufte ihm 1666 den Meierhof Ennet Farnaw, wobei er ihn zusätzlich weitgehend von Steuern und Abgaben befreite.
1939 wurde das Hofgut verkauft und danach als Gärtnerei genutzt.
Um 2000 wurde auf dem Gelände ein 9-Loch-Golfplatz errichtet.

### Das Schlösschen

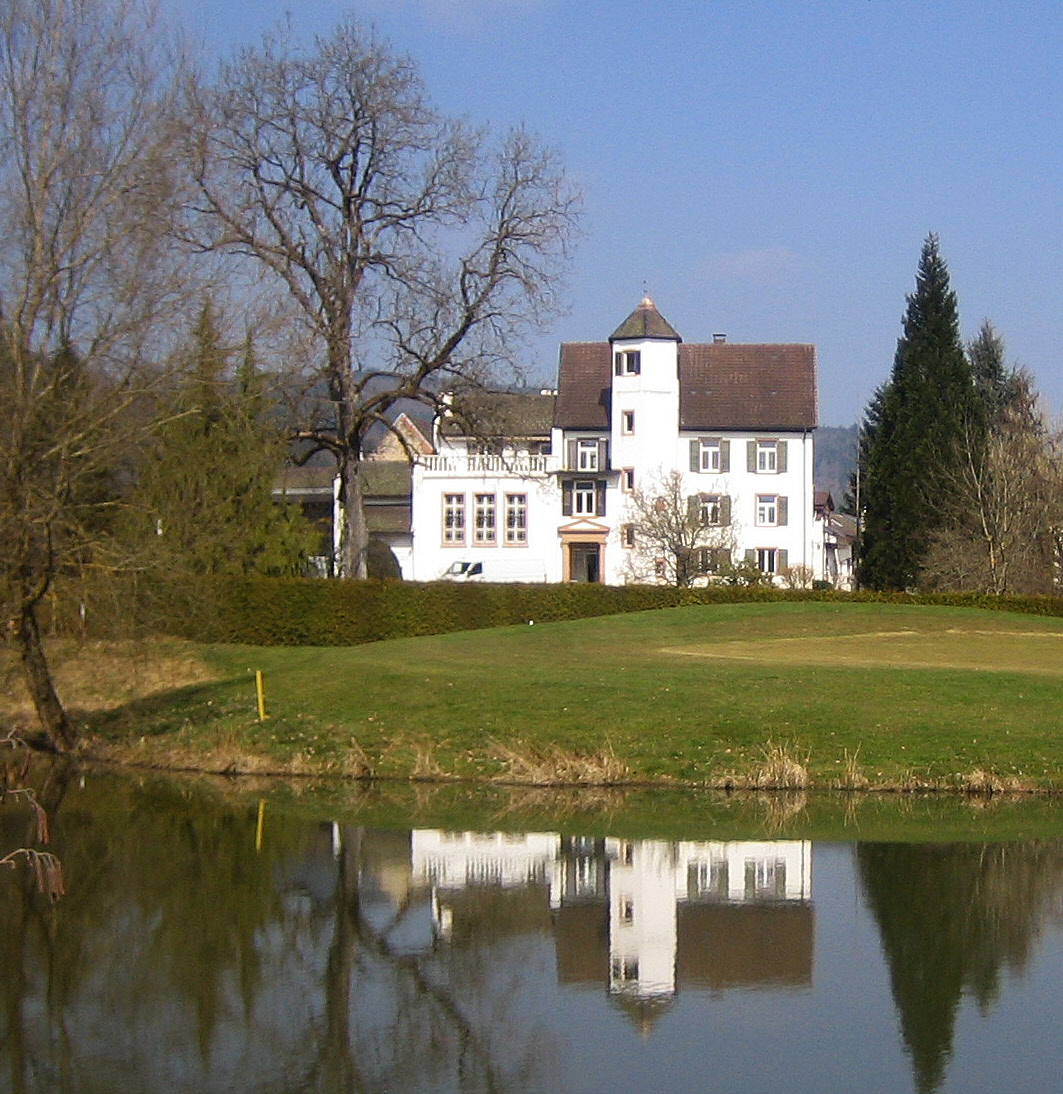
Schloss Ehner-Fahrnau (2015)

Als Johann B. Pauli das Areal 1666 erwarb, wollte er seinen sozialen Aufstieg nach außen gebührend darstellen und errichtete auf dem Anwesen ein Schlösschen, dessen Wohnhaus ein einfaches Satteldach hatte. Noch im 17. Jahrhundert wurde der Bau um ein Fachwerkgeschoss und einen polygonalen Treppenturm erweitert. Der Turm befindet sich seitlich versetzt an der Frontseite des Baues.
Das Schlösschen verblieb bis 1741 im Eigentum der Familie Pauli und wurde dann von Johann Christian Pauli an die verwandte Familie Grether aus Tegernau verkauft.
1840 kaufte der Oberst Heinrich Adam von Roggenbach den ehemaligen Meierhof und das Schlösschen. Im Gegenzug verkaufte er das in der Stadt Schopfheim gelegene Haus der Familie, die schon seit 1396 in Schopfheim begütert war.
Aus dem Stadthaus nahm Roggenbach vermutlich die heute am Treppenturm in Ehner-Fahrnau angebrachte Wappentafel mit. Sie zeigt ein Allianzwappen mit dem Wappen des Johann Hartmann von Roggenbach († 12. April 1636) und der Maria Susanna zu Rhein und ist datiert von 1622. Heinrich von Roggenbach ließ das Schloss ausbauen; das Wohngebäude und der Turm wurden aufgestockt.
Sein Sohn Franz von Roggenbach, der 1861 bis 1865 Außenminister des Großherzogtums Baden war, nutzte das Gebäude von 1840 bis 1907 als Wohnsitz. 1892 gab er den Auftrag für den Anbau einer Bibliothek und eines Speisesaales mit einer Küche. Außerdem wurde ein klassizistisches Portal errichtet.
Das Schlösschen wurde 1941 an Josef Müller verkauft, der dort eine Quelle zur Produktion von Sprudel nutzte.
Das Gebäude befindet sich weiterhin in Privatbesitz und kann nicht besichtigt werden.

## Sandsteinplatte von 1405
Neben dem Turmfuß des Schlösschens wurde eine beschriftete Sandsteinplatte von 1405 gefunden, die als älteste Steininschrift auf Schopfheimer Gemarkung gilt. Der Stein wird jedoch einem Vorgängerbau zugeschrieben, wobei unklar ist, ob es sich um die Kirche, den Meierhof oder das Pfarrhaus handelte, das 1405 erbaut wurde.

## Ehner-Fahrnau in politischer Verwicklung
Im Zusammenhang mit der Geffcken-Affäre ließ Reichskanzler Otto von Bismarck auch gegen Franz von Roggenbach ermitteln, da dieser im Briefkontakt mit Geffcken stand und ebenfalls ein Gegner der Politik Bismarcks war.
Am 14. Oktober 1888 fand im Schloss Ehner-Fahrnau eine Hausdurchsuchung statt, bei der auch einige Schriftstücke beschlagnahmt wurden. Für ein Komplott gegen Kaiser Wilhelm II. konnte kein Anhaltspunkt gefunden werden.